# Tao I.
Senakhtenre Ahmoz, Ahmoz Starejši ali Tao I. je bil sedmi faraon Sedemnajste egipčanske dinastije, ki je vladala v drugem vmesem obdobju Egipta. Vladal je malo časa v tebanski regiji Gornjega Egipta v času, ko so v Spodnjem Egiptu vladali Hiksi. Umrl je okoli leta 1560 pr. n. št. ali najkasneje leta 1558 pr. n. št.

## Družina
Senakhtenre Ahmoz bi lahko bil sin Intefa VII., najvidnejšega med Intefi. Njegova stara mati je bila kraljica Tetišeri. Nasledil ga je sin Sekenenre Tao (Tao II.). Senakhtenre je bil morda tudi mož kraljice Tetišeri, ki se na steli iz Abidosa naslavlja z "velika kraljeva žena" in "mati moje matere". Senakhtenre je bil torej oče faraona Kamoza in  stari oče faraona Ahmoza I.

## Dokazi
Tao I. je bil v primerjavi s svojima naslednikoma Taom II. in Kamozom relativno nejasen vladar in do leta 2012 nedokazan na kakršnem koli sodobnem viru. Znan je bil samo iz virov iz Novega kraljestva: Karnaškem seznamu kraljev Tutmoza III. in dveh tebanskih grobnic.  Arheološki dokazi pred letom 2012 so kazali, da je vladal samo nekaj mesecev ali največ eno leto. Tega leta sta bila v Karnaku odkrita dva pomembna spomenika tega vladarja:  vrata z izklesanim njegovim prestolnim imenom in majhen del apnenčaste preklade. Drugi napisi v hieroglifih pravijo, da je Senaktenre ta spomenik, izklesan iz apnenčastih blokov, pripeljal iz Ture (sodobni Helwan južno od Kaira), kjer so v tistem času vladali Hiksi.

## Opomba
1. ↑  Senakhtenre je zdaj potrjen na dveh sodobnih predmetih. Januarja/februarja 2012 so francoski arheologi odkrili vhod v žitnico in fragment preklade vrat iz Sedemnajste dinastije. Dokazali so, da hieroglifski napisi na njih ustrezajo vladarskim naslovom Taa I. Vse druge omembe Taa I. so posmrtne in iz obdobja Novega kraljestva.